# Club Penguin
Club Penguin (soms afgekort als CP) was een virtuele gemeenschap voor kinderen van 6 tot 17 jaar, hoewel het openstond voor alle leeftijden. Het was een soort chatbox in een grafische omgeving. Naast chatten kon men er minispellen spelen die zich allemaal in diezelfde wereld bevonden. De spelers verschenen in het spel als pinguïns, welke de speler kon aankleden zodat ze er uniek uitzagen. In juli 2013 waren er al meer dan drie miljoen accounts aangemaakt voor het spel.
Na meer dan elf jaar te hebben bestaan, sloot het spel definitief op 29 maart. De opvolger, Club Penguin Island, werd op 20 december 2018 offline gehaald.

## Ontwikkeling en geschiedenis
De allereerste voorloper van Club Penguin staat bekend als Experimental Penguins, een spel dat Lance Priebe, ontwikkelaar en oprichter van Club Penguin, uitbracht in 2000 bij Rocketsnail Games, een klein videogamebedrijf uit Kelowna. Het jaar erop ging dat spel echter al weer offline. Samen met collega's Lane Merrifield en Dave Krysko bracht hij daarop een soortgelijk spel uit genaamd Penguin Chat, later Penguin Chat 3. Het trio wilde graag een virtuele wereld creëren "die wel enkele sociale componenten bezat maar toch veilig was" voor hun eigen kinderen. Omdat ze geen spel vonden dat aan deze omschrijving beantwoordde, zijn ze uiteindelijk zelf begonnen met Club Penguin.
Het uiteindelijke spel uit 2005 is ontwikkeld door New Horizon Interactive en later voor 350 miljoen dollar gekocht door Disney. Tot Club Penguin werd verkocht aan Disney, in augustus 2007, verzorgde de Nederlandse illustrator Peter Welleman veel van de achtergronden in het spel. In 2008 werd een groot project georganiseerd genaamd het Club Penguin Improvement Project (CPIP) waaraan iedereen kon meedoen met als doel vernieuwingen in het spel te testen en bugs op te sporen en te melden. De jaren hierop werd de Club Penguin-franchise verder uitgebouwd (zie onderaan) met video games, boeken, speelgoed, apps enz.
De populariteit van het spel nam toe en piekte rond 2011, waarna het spel langzaam maar zeker in zoekvolume afnam. Waar in 2010 nog zeer veel blogs, community websites en chatboxen omtrent Club Penguin actief waren, waren deze tegen 2017 zo goed als allemaal ofwel gesloten ofwel niet langer actief. Gedurende de laatste zes jaren van het spel verlieten ook de drie oorspronkelijke oprichters een voor een het team.
Sinds 2012 begon Disney het spel ook gebruiken als vehikel om hun andere franchises en films te promoten (o.a. Frozen, Zootopia en Star Wars) in de vorm van evenementen die vaak een hele maand duurden. Vooral in het begin oogstte dit veel kritiek en ongenoegen van bepaalde spelers. Er was ook een appversie van het spel voor iOS en Android genaamd Club Penguin (eerst uitgebracht als My Penguin).
Het spel sloot definitief op 29 maart 2017. Al enkele weken voordien werd Club Penguin Island aangekondigd, de officiële opvolger van Club Penguin, alhoewel toen nog niet werd gesteld dat Club Penguin zou sluiten. Bovendien kwamen er in 2015 en 2016 al officieuze berichten naar buiten waarin gemeld werd dat reeds een aanzienlijk deel van het personeel voor Club Penguin ontslagen was omwille van tegenvallende financiële resultaten voor Disney.
Club Penguin Island, de officiële opvolger van Club Penguin, kreeg echter gemengde recensies van critici en voornamelijk negatieve gebruikersrecensies kort na de wereldwijde release. De beslissing van Disney om Club Penguin te sluiten, ten gunste van dit nieuwe spel, is dan ook erg weinig populair.

## Member ('lidmaatschap')
Club Penguin kon gratis gespeeld worden (non-member), echter om meer functies en mogelijkheden te hebben kon de speler ervoor kiezen om toch voor het spel te betalen (member). In de praktijk waren de meeste mogelijkheden in het spel enkel beschikbaar voor betalende leden, zeker tijdens de maandelijkse feestjes. Dit was direct ook een van de kritieken van de game.

## Gameplay
De wereld van Club Penguin bestond uit verschillende achtergronden die telkens een plaats voorstelden. Enkel de pinguïns van spelers konden in een dergelijke ruimte bewegen, het beeld op de achtergrond bleef volledig stilstaan. Elke pinguïn had ook zijn eigen kleur en er waren in totaal 15 verschillende kleuren beschikbaar.

### Map en Club Penguin-eiland
Zo goed als alle actie in het spel vond plaats op het Club Penguin-eiland, een klein, fictief ondergesneeuwd eilandje in de buurt van Antarctica. De speler kon door het Club Penguin-eiland navigeren met behulp van een kaart, de map. Deze gaf toegang tot de meeste locaties ('rooms' of 'kamers') in het spel en men kon klikken om naar een plaats te gaan. Tot de belangrijkste locaties behoorden:
- de Town: de 'stad', een plaats met een koffiehuis, nachtclub en kledingwinkel
- de Plaza: oorspronkelijk een plaats met enkel een pizzeria en een huisdierenwinkel, eind 2007 voegde men een theatergebouw toe in het midden. Begin 2013 werd een pufflehotel/resort toegevoegd en in 2015 werd het theatergebouw vervangen door een winkelcentrum.
- de Snow Forts, een plaats met twee sneeuwforten en een klokkentoren, ideaal voor sneeuwballengevechten
- de Ski Village, aan de voet van de berg waarvan men kon sleeën, hier vond je een soort chalet (de Ski Lodge) en een sportwinkel (de Sports Shop). Na een incident met een popcornexplosie werd die sportwinkel vervangen door het 'geheime' hoofdkwartier van de EPF (soort geheime dienst in het spel). Ondanks de naam heeft men in Club Penguin nooit kunnen skiën.
- de Ice Rink een ijshockeyring, die soms enkele maanden werd vervangen door een voetbalveld. Men vond er een interactieve puck of bal.
- de Ice Berg een ijsberg die bij de oostkust van het eiland dreef. Een beroemde mythe in het spel ging over de mogelijkheid de ijsberg te doen omdraaien ('tipping the ice berg') door er met veel pinguïns op te gaan staan met een mijnwerkershelm en een drilboor. Normaal gezien was dit echter onmogelijk, op één uitzondering na: gedurende de 'Waddle On Party', het laatste evenement in Club Penguin, kon men met een viertal mensen daadwerkelijk deze ijsberg doen omkeren door er op te boren en het kleur blauw te dragen.

### Iglo
Iedere speler beschikte over een iglo. In deze iglo vond hij onder andere zijn Puffles terug. Members konden hun iglo volledig inrichten met meubels en achtergrondmuziek kiezen. Non-members beschikten over een klein, beperkt aantal gratis meubels. Als iemand member was, kon hij ook zijn iglo openmaken, wat inhield dat iedereen dan zijn iglo kon bezoeken en een score kon geven.

### Minigames
In Club Penguin waren verschillende minigames te vinden. Door het spelen van deze spellen, kon een speler geld verdienen. Voorbeelden van spellen waren vier op 'n rij en racen met een slee. In de loop van de geschiedenis van het spel zijn sommige spelen toegevoegd of opgeheven.

### Feesten en evenementen
Maandelijks was er in Club Penguin een feest. Traditioneel waren dat jaarlijks de volgende feesten: St. Patrick's Day, Pasen, Halloween, Club Penguin-jubileum en Kerstmis, naast enkele andere terugkerende evenementen. Het viel eveneens (zeker in de laatste jaren van het spel) voor dat speciale feestjes gedaan werden. Tijdens dergelijke evenementen waren er gratis voorwerpen te verkrijgen voor elke speler en werden er soms tijdelijk nieuwe ruimtes toegevoegd aan het spel. De gebouwen in de gewone ruimtes kregen bovendien een make-over en worden versierd. Aanvankelijk duurden deze feestjes ongeveer een week, naar het einde van het spel toe meestal een halve maand of zelfs een volle maand. Het allereerste feestje (in 2005) was de Beta Test Party, deze duurde slechts enkele uren en diende om het begin van het spel te vieren. Het volgende feestje was een halloweenfeest dat vier dagen duurde, echter de laatste vier evenementen namen respectievelijk 14, 35, 27 en 58 dagen in beslag. Mogelijk viel de steeds grotere lengte van de evenementen te wijten aan een gebrek aan tijd en middelen bij Disney.
Het allerlaatste evenement, de Waddle On Party, vond plaats tussen 31 januari en 29 maart. Het was bedoeld als afscheid van Club Penguin en terugblik op de herinneringen aan het spel van de afgelopen jaren. Op de allerlaatste dag kreeg elke speler die inlogde uitzonderlijk een gratis membership.

### Emoticons
Zoals veel chatboxen bevatte ook Club Penguin emotes. De meesten waren snel te vinden via een scherm, terwijl sommige alleen met behulp van een toetsencombinatie tevoorschijn kwamen.

### Virtuele voorwerpen
Over het Club Penguin-eiland waren verschillende winkels verspreid welke kledij, kapsels, Puffles, meubels, enzovoort verkochten. Kledij kon gekocht worden in de maandelijkse catalogus, de Penguin Style. Aan het einde van het spel bestonden er zo'n 4862 verschillende kledingstukken in Club Penguin.

#### Zeldzame voorwerpen
Opvallend is dat bepaalde kledingstukken soms jarenlang niet terugkeerden in een nieuwe catalogus en daardoor erg zeldzaam ('rare') en bijgevolg gegeerd werden door vele spelers. Ook de 'anniversary hats', feesthoedjes, die elk jaar werden uitgegeven rond de verjaardag van het spel op 24 oktober, waren zeldzaam en gewild. Wellicht het zeldzaamste voorwerp was de 'Party Hat' of 'Beta Hat': dit was een feesthoedje dat werd uitgebracht gedurende de Beta Test Party, het is een feesthoedje met felle roze en gele kleuren. Het feesthoedje was zo zeldzaam omdat het slechts twee uur verkrijgbaar was en daarna nooit meer opnieuw uitgebracht werd. Het was zelfs zo dat deze hoed zodanig ontworpen was, dat niemand ze achteraf nog zou willen, maar het had een averechts effect: dit item werd geleidelijk aan een van de meest gegeerde items in Club Penguin dankzij de zeldzaamheid ervan.
Er bestond een bloeiende handel in Club Penguin accounts op YouTube en chatsites, accounts met 'zeldzame' items en/of een membership werden vaak verkocht, geruild en geveild. Dit blijkt uit de duizenden filmpjes op YouTube met zeldzame accounts, gratis of te koop. Soms plaatste men gewoon gratis accounts op YouTube, maar deze waren bijna altijd reeds geband uit het spel.

### Spelerskaart
Elke pinguïn had zijn eigen spelerskaart. De speler kon met zijn eigen spelerskaart een menu open klikken waarmee hij zijn volledige verzameling kledij, achtergronden, pins en speciale voorwerpen kon bekijken. Op deze manier kon hij ook de kledij van zijn pinguïn veranderen. Op de spelerskaart stond de pinguïn met eventueel een achtergrond, kledij en een pin. Op de spelerskaart van een andere speler stond een knop om een postkaart te sturen naar die speler en een knop om hem aan te geven bij een moderator in geval van overtreden van de regels van Club Penguin. Ten slotte stond er bij members linksboven een soort schild, waaraan men kon zien dat die speler member is.

#### Pins
Elke twee weken werd er een nieuwe pin (te vergelijken met een badge) verstopt (op een paar uitzonderingen na, zoals twee pins die alleen te verkrijgen waren door de aankoop van een echte pin in Disneyland) in de Club Penguin-wereld. De afbeelding op de pin had dikwijls te maken met wat er op dat moment aan het gebeuren was in Club Penguin. Tijdens de Halloween Party kon de pin bijvoorbeeld een pompoen of een spook zijn. Aangezien pins nooit terugkeerden eens ze verdwenen zijn, werden bepaalde pins na verloop van tijd erg zeldzaam, zeker degene uit de vroege jaren van het spel. Aan het einde van het spel bestonden er 395 verschillende pins.

### Bans, regels en moderators
Aangezien het spel bedoeld was voor een jong publiek, had het enkele regels, naar eigen zeggen om het spel veilig en kindvriendelijk te houden. Deze waren, vertaald in het Nederlands, als volgt:
- Respecteer anderen: Pest niemand en wees niet gemeen tegen anderen. Zorg ervoor dat je de anderen altijd behandelt zoals jij zelf behandeld wilt worden.
- Chat netjes: Geen onbeleefd of ongepast taalgebruik. Hieronder vallen ook eender welk gevloek, racisme, praten over drugs, seks of alcohol.
- Wees veilig online: Deel geen persoonlijke informatie. Vertel nooit je echte naam, telefoonnummer, adres, e-mail of wachtwoord. Verwijs geen spelers door naar andere websites.
- Speel eerlijk: Niet vals spelen en geen gebruik van programma's afkomstig van derden (d.w.z. geen hackprogramma's toegelaten)

Als men zich niet aan een van deze regels hield, kon men tijdelijk of permanent verbannen (uit het spel gezet) worden door een moderator, of door het spel zelf. Vloeken betekende een ban van 24 uur (één dag), vals spelen of hacken 72 uur (drie dagen) en indien men voordien al meerdere keren verbannen werd, kan men ook voor altijd verbannen worden. De meerderheid van de bans werden automatisch uitgevoerd door het systeem zelf, in slechts een klein aantal gevallen moest een moderator zelf actie ondernemen. Het was overigens niet mogelijk voor spelers zelf om zich op te werken tot moderator, om een moderator te worden moest men meerderjarig zijn en werknemer bij Club Penguin in Kelowna, Canada zijn.
In de praktijk konden veel van de regels niet eens worden overtreden vanwege het filtersysteem op de chat in het spel: voor sommige woorden werd men onmiddellijk uit het spel gezet, anderen betekenden geen straf maar konden ook niet gezien worden door anderen, alleen door de speler die het zegt zelf. In tegenstelling tot spellen als Roblox, had Club Penguin geen lijst met woorden die men niet mocht zeggen, maar het omgekeerde: er was een lijst met woorden die wél konden gezegd worden, alle andere woorden (inclusief onschuldige) konden door niemand anders gezien worden. Het doel hiervan is om pesten en onbeleefd taalgebruik te voorkomen, maar het maakte communicatie vaak juist moeilijker en stroever. Het betekende dat het bv. erg moeilijk was om een speler bij naam aan te spreken, want eigennamen stonden niet in de lijst van toegestane woorden. Ook kon men geen cijfers of speciale tekens typen in de chat, dus het verspreiden van telefoonnummers, adressen, e-mails of websites was sowieso al onmogelijk.
De regel tegen vals spelen en hacken daarentegen, werd doorheen de geschiedenis van het spel wél maar al te graag veelvuldig gebroken. Club Penguin heeft gedurende nagenoeg zijn hele bestaan te maken gehad met cheatprogramma's ('trainers'), die spelers in staat stelden dingen te doen als zeldzame ('rare') kledij en voorwerpen of extra munten te verkrijgen. Een vroeg programma heette Penguin Storm, in de laatste jaren (2014-2017) werd vooral Cloud Penguin gebruikt.
Nog een vaak terugkerende praktijk was het gebruik van bots: dat hield in dat een speler inlogde op het spel met een groot aantal extra accounts rondom zich als een soort klonen ('bots'), deze kon men in een bepaalde formatie plaatsen en kopieerden automatisch acties van de bestuurder, zoals bewegingen, berichten en emoticons. Verwarring zaaien door een plotse en onverklaarbare overstroming met identieke was voor velen een geliefd tijdverdrijf, zeker tijdens de laatste maanden van het spel in 2017. Geregeld gebruikte men de techniek om hakenkruizen of krachttermen te vormen.

### Puffles
Puffles waren kleine, ronde, harige huisdiertjes die in het spel in de Pet Shop gekocht konden worden. Er bestonden verschillende kleuren Puffles en elke kleur had zijn eigen persoonlijkheid. Iedereen kon twee Puffles kopen: een rode en een blauwe, maar members konden tot 40 Puffles kopen. Puffles konden de speler helpen geld te verdienen. Men moest Puffles eten geven, er kon mee gewandeld worden en er moest met ze worden gespeeld. Puffles werden in de iglo van de speler bewaard, echter kon de speler er later (na 2014) ook kiezen om ze in de achtertuin te bewaren. In de achtertuin van de iglo bleven de verschillende behoeften zoals slaap en honger gelijk, en verhoogden of verlaagden ze niet.
Op 21 maart 2013 werd de Pet Shop uitgebreid met een Puffle Hotel waar de Puffles konden spelen en eten, en gewassen en verzorgd worden. Naast de Pet Shop ging op 17 april 2014 het Puffle Park open. Puffles konden daar met behulp van de aanwezige toestellen verscheidene activiteiten doen.
Er was keuze uit:
- Een blauwe Puffle
- Een rode Puffle
- Een roze Puffle
- Een zwarte Puffle
- Een groene Puffle
- Een gele Puffle
- Een paarse Puffle
- Een witte Puffle
- Een oranje Puffle
- Een bruine Puffle
- Een regenboog Puffle (een Puffle die strepen had in alle kleuren van de regenboog, alleen beschikbaar voor members die een opdracht voltooid hadden)
- Een gouden Puffle (alleen beschikbaar voor members die een opdracht voltooid hadden)
- Een blauwe bordercollie (een blauwe Puffle die eruitzag als een hondje)
- Een oranje cyperse kat (een Puffle die leek op een oranje kat)

### Club Penguin Times
De Club Penguin Times was de krant die elke donderdag verscheen. In deze krant stonden raadsels en informatie over de komende evenementen.
De krant werd geschreven door Aunt Arctic.

### Speciale personages
In Club Penguin kwamen een aantal unieke personages voor, waaronder:
Captain RockhopperEen piraat die af en toe met zijn schip het eiland bezocht en allerlei verrassingen en cadeaus meebracht.
Gary (the Gadget Guy)Een uitvinder in de PSA en EPF die ook in de geheime missies voorkwam.
CadenceEen hippe pinguïn die danste en zong.
Penguin BandEen band bestaande uit vier pinguïns die optrad bij speciale gelegenheden.
Aunt ArcticDe schrijfster van de krant The Club Penguin Times en baas van de EPF.
SenseiEen oude, wijze pinguïn met een baard die de Dojo creëerde, en eveneens het spel Card-Jitsu.
RookieEen klungelig groentje bij de PSA en de EPF.
CeCeEen zangeres, partner van Cadence.
RockyEen zangeres, partner van Cadence.
Herbert (Percival) BearEen ijsbeer en vijand van Club Penguin, de PSA en de EPF.
KlutzyEen krab en handlanger van Herbert.
Bij sommige gelegenheden liepen enkele van deze personages ook echt in Club Penguin rond. Wanneer een speler ze wist te ontmoeten, kon hij een speciale, ondertekende achtergrond van ze krijgen waarop zijzelf staan. Als de speler deze personages ontmoette, kreeg hij ook een postzegel.

### Geheim agent

#### PSA
De Penguin Secret Agency (PSA) was vroeger de geheime organisatie in Club Penguin die instond voor de veiligheid.
Toen de PSA nog bestond konden spelers die lid waren geworden verschillende missies uitvoeren. Deze geheime missies waren een soort minigames waarin de speler zich door Club Penguin kon bewegen, kijkend door de ogen van een pinguïn. Tijdens de missies moest een speler vaak samenwerken met Gary, en af en toe ook met Jetpack Guy en Rookie. Aan het eind van de missie kon hij een speciale medaille en een cadeautje verdienen. De PSA was genoodzaakt te stoppen doordat Herbert P. Bear het hoofdkwartier had vernietigd met een popcornbom. De Elite Penguin Force (EPF) nam nadien de taak van de PSA volledig over.

#### EPF
De Elite Penguin Force (EPF) was opgestart nadat het hoofdkantoor van de PSA volledig vernietigd was. Het kantoor van de EPF was alleen toegankelijk voor geheim agenten. Een gewone speler kon wel binnen in de Everyday Phoning Facility, een telefoongebouw op de plaats waar vroeger de Sport Shop stond. Om lid te worden van de EPF moest de speler eerst een test ondergaan waarbij zaken zoals snelheid, inventiviteit en sluipen werden getest.
In november 2012 werd het hoofdkantoor van de EPF verwoest door een brand. Herbert P. Bear was de schuldige. Pas op 6 maart 2014 was het volledige gebouw en kantoor terug bruikbaar.
Vroeger konden pinguïns die lid zijn van de EPF wekelijks een Field Op volbrengen. Dan moest de speler, aan de hand van tips, naar een bepaalde plaats in de wereld gaan. Wanneer hij de juiste plaats had gevonden, moest hij een soort minigame spelen. Deze kon variëren van een soort Memory en Mastermind tot allerlei andere behendigheidsspelletjes. Wanneer de speler de Field Op voltooid had, kreeg hij een medaille. Deze medailles kon hij sparen en inruilen voor speciale outfits voor geheime agenten.

## Privéservers
Een Club Penguin Private Server (=Club Penguin-privéserver), vaak afgekort tot CPPS, is een kloon van het oorspronkelijke spel, dat echter niet door Disney wordt beheerd en dus niet officieel is. Sommige CPPS kiezen ervoor om de originele Club Penguin zo nauwgezet mogelijk te kopiëren (bv. zelfde lay-out als officiële site), anderen wijken meer af. Sommige CPPS hebben dezelfde regels die de originel Club Penguin had (bv. niet vloeken), weer anderen zijn hier minder streng in.
Doorgaans bevatten zij dingen die niet in het oorspronkelijke spel bestonden, zoals een gratis membership voor iedereen en zelfgemaakte kleren en locaties. Sommige CPPS bieden alsnog betaalde functies (bv. een apart kleur voor je naam). CPPS hebben vaak commando's (commands) waarmee spelers onmiddellijk geld of kleding kunnen krijgen, iets wat in Club Penguin niet bestond.
Alhoewel ze al zeker sinds 2011 hebben bestaan, werden ze na het sluiten van Club Penguin populair bij ex-spelers die het spel alsnog wat wilden ervaren. Voorbeelden zijn Club Penguin Rewritten, OldCP en CPPS.me.
Omdat privéservers in feite inhoud van Disney kopiëren, is er veel onduidelijkheid of het maken en onderhouden van een CPPS legaal is. Vaak heeft Disney al geprobeerd CPPS te verwijderen voor auteursrechtschendingen.

## Franchise
Club Penguin had ook speelgoed en gezelschapsspellen, knuffels, een aantal boeken en Nintendo DS-spellen uitgegeven.